# Хатумо
Ця стаття - про сучасну автономію на території провінцій Сул, Санааг і Айн в північній частині Сомалі. Стаття про державні утворення, що існували на даній території в 2008-2009 роках, - Нортленд (Сомалі), в 2010-2012 роках - Сул-Санааг-Айн.
Сомалійська Держава Хатумо (англ. Khaatumo State of Somalia або Khatumo State of Somalia, сом. Dawlad Goboleedka Khaatumo ee Soomaaliya или Maamul Goboleedka Khaatumo ee Soomaaliya) — автономна держава в північній частині африканського півострова Сомалі на території східної частини колишньої колонії Британське Сомалі.
Очільники оголосили територію автономною державою у 2012. Терен головним чином заселений сомалійським кланом Дхулбабанте.